# Martín Garatuza (telenovela)
Martín Garatuza es una telenovela mexicana de época dirigida por José Caballero, producida por Fernando Morett y Rosy Ocampo para la cadena Televisa, Se emitió por El Canal de las Estrellas entre el 16 de junio y el 31 de octubre de 1986. Fue protagonizada por Manuel Landeta y Cecilia Toussaint, coprotagonizada por Eduardo Capetillo y Cecilia Tijerina, además de las actuaciones estelares de Rita Guerrero y Mariana Levy, y con las participaciones antagónicas de Claudio Báez, Julieta Egurrola, Raquel Olmedo, Alonso Echánove, Surya MacGregor, Óscar Traven y Alberto Estrella.
La historia es una versión libre de Luis Reyes de la Maza de la novela Monja y Casada, Virgen y Mártir del escritor Vicente Riva Palacio.  
La telenovela es muy distinta a las novelas originales. En la telenovela, Martín y Beatriz nunca son pareja; Beatriz está enamorada de Fernando, y no es obligada a casarse con Alonso -en la telenovela Beatriz y Alonso son hermanos-.  
Martín no es "fruto de una violación" como describen otras sinopsis; en el primer capítulo Fernando lo describe como el "descendiente de uno de los conquistadores que llegó con Hernán Cortés y una princesa azteca". 
Tampoco existe la Monja Alférez -su lugar lo ocupa una dama de sociedad llamada Catalina que abandonó su vida de lujo para convertirse en mercenaria y aventurera, bajo el nombre de Antonio.

## Argumento
Existen varias sinopsis de esta telenovela en internet (incluyendo una publicada en la revista TVyNovelas en 2007), pero todas son erróneas, ya que están basadas en la novela original. Esta sinopsis es correcta, y fue creada sobre la base de capítulos de la novela grabados durante la repetición en el canal 27 de Cablevisión en México, en 1993.
La trama comienza en el año 1615, cuando la esposa de Martín Garatuza muere en un incendio provocado. Anselmo el leproso rescata a Román, hijo de Martín, del incendio. Al llegar Martín, jura un día vengar la muerte de su esposa. Martín es amigo y aliado de Fernando de Quesada y César de Villaclara.
El villano principal es Pedro de Mejía, quien es descrito como "el hombre más rico y poderoso de la Nueva España". Otros villanos incluyen a su socio y cómplice Alonso de Rivera (muere al caer en un barranco), el mercenario Ahuizote (se suicida), la aristócrata Princesa de Éboli (que conspira para que su hijo sea nombrado virrey, y termina envenenándolo por accidente; es arrestada), la bella Luisa, la bruja Sarmiento (quemada en la hoguera) y el alquimista Carlos de Arellano (arrestado por la Inquisición).
Fernando y Beatriz se enamoran ante la oposición del hermano de ella, Alonso, que desea que Beatriz se case con Pedro de Mejía, pero finalmente el amor de Fernando y Beatriz triunfa; se casan y tienen una hija, Lucía.
Blanca es sobrina de Pedro, y heredera de una fortuna que su tío desea arrebatarle. Ella se enamora de César, pero Pedro conspira contra ellos y la mete a un convento. Finalmente, es acusada de herejía y arrestada por la Inquisición. Todos creen que murió. César se va de México. Pero Blanca no murió, solo perdió la razón.
Los años pasan y Román y Lucía crecen, se conocen y se enamoran. Martín descubre el secreto del misterioso y solitario espadachín Antonio de Erauzo, que en realidad es una mujer llamada Catalina.
Rumbo al final, Blanca recupera la razón. Alonso intenta casarse con Blanca para robarse la fortuna, a espaldas de Pedro. Finalmente, Blanca es capturada por Pedro, quien está dispuesto a matarla cuando llega Alonso. Mientras Pedro y Alonso discuten, llegan los héroes a rescatar a Blanca. Alonso huye con Blanca. Antonio persigue a Alonso y al alcanzarlo, pelean. Alonso cae a un barranco y muere.
Antes de ser ejecutado, Carlos de Arellano llama a Martín y le revela que el asesino de su esposa fue Anselmo. Martín confronta a Anselmo, quien acepta haber entrado a robar a su casa, iniciando el incendio por accidente. Martín le perdona la vida, porque durante los años Anselmo le ha ayudado y, sobre todo, porque salvó a Román del incendio.
La familia de Quesada (Fernando, Beatriz y Lucía), acompañados por Blanca y escoltados por Martín, Román y Antonio, parten rumbo a Querétaro. Al llegar, Román y Lucía contraerán matrimonio.
En el camino son víctimas de la emboscada planeada por Pedro. Un disparo mata a Antonio, y el Ahuizote mata a Lucia. Tanto Lucia como Antonio alcanzan a despedirse de los hombres que aman, Román y Martín, respectivamente.
En San Juan del Río, Román conoce a César, quien lo invita a unirse a la tripulación de un barco rumbo a Filipinas. En la conversación, Román descubre que César era el enamorado de Blanca, y César se entera de que Blanca está viva. César y Blanca se reencuentran.
Martín cabalga hacia el horizonte, esperando que nuevas aventuras le hagan olvidar el pasado.

## Elenco
- Manuel Landeta - Martín Garatuza
- Mariana Levy - Beatriz de Rivera
- Eduardo Capetillo - Román Garatuza
- Cecilia Tijerina - Lucía de Rivera
- Julieta Egurrola - Bruja Sarmiento
- Cecilia Toussaint - Catalina / Antonio de Erauzo
- Claudio Báez - Pedro de Mejía
- Alonso Echánove - El Ahuizote
- Óscar Traven - Alonso de Rivera
- Rafael Rojas - César de Villaclara
- Rita Guerrero - Blanca de Mejía
- Álvaro Cerviño - Fernando de Quesada
- Surya MacGregor - Luisa de Sosa
- Alberto Estrella - Carlos de Arellano
- Héctor Álvarez - Guillén
- Raquel Olmedo - Princesa de Eboli
- Lupita Sandoval - Andrea
- Antonio Serrano - Teodoro
- Leonor Llausás - Cleofas
- Maripaz García - Lucrecia
- Jaime Vega - Anselmo
- Álvaro Guerrero - Santillana
- Javier Díaz Dueñas - Virrey
- Alejandro Tommasi
- Rodolfo Arias
- América Gabriel
- Luisa Huertas
- Patricia Monteros
- Josefo Rodríguez
- María Antonieta Yáñez
- Juan Carlos Bidault - Román Garatuza (niño)

## Premios y nominaciones

### Premios TVyNovelas 1987
| Categoría                  | Nominado(a)     | Resultado |
| -------------------------- | --------------- | --------- |
| Mejor actor protagónico    | Manuel Landeta  | Nominado  |
| Mejor actriz experimentada | Surya MacGregor | Nominada  |

## Repeticiones
- Transmitida en 1993 en el canal 27 de Cablevisión, y en 1994 en Canal 9.